# Натолин (станция метро)
«Нато́лин» (пол. Natolin) (код станции — A2) — станция Варшавского метрополитена. Находится в районе Натолин дзельницы Урсынов. Расположена под аллеей Комиссии Народного Образования, между улицами Белградской и Сьвятковского.

## История
Построена в рамках строительства первой очереди Варшавского метрополитена в 1983—1995 годах. Первоначально предполагалось название «Волица» (пол. Wolica).
Нынешнее название присвоено решением Национального совета столичного города Варшавы 16 декабря 1983 года.
Открыта 7 апреля 1995 года в составе первого пускового участка Варшавского метрополитена «Кабаты» — «Политехника».

## Описание станции
Станция одноэтажная, двухнефная, с рядом колонн посредине. Имеется один перрон островного типа, длиной 120 метров и шириной 10 метров. Площадь станции составляет 10100 м², кубатура 45000 м³.
Станция покрашена в жёлто-голубые цвета. Лифты для инвалидов находятся на северной стороне улицы Белградской и по обеим сторонам аллеи КНО.
Станция, в случае необходимости, может служить убежищем гражданского населения. Для этого у каждого выхода со станции установлены дополнительные массивные стальные двери.
Первый поезд в направлении Млоцин отходит в 5:02, а последний в 0:12. В пятницу и субботу в 0:17.
Первый поезд в направлении Кабат отходит в 5:36, а последний в 0:46. В пятницу и субботу в 0:51.
Ночные поезда выходного дня в направлении Млоцин ходят с 0:17 до 2:32, а в направлении Кабат с 0:51 до 3:21.
Рядом со станцией метро расположен транспортный узел с 4 автобусными платформами. На него приходят автобусы номер 166, 179, 192 и 504.